# 拉比尔加德
拉比尔加德（法語：Laburgade，法語發音：[labyʁɡad]）是法国洛特省的一个市镇，属于卡奥尔区。

## 地理
拉比尔加德（44°23'11"N, 1°32'28"E）面积12.57 平方千米，位于法国奧克西塔尼大區洛特省，该省份为法国西南部内陆省份，北起顺时针与科雷兹省、康塔爾省、阿韦龙省、塔恩-加龙省、洛特-加龍省和多尔多涅省接壤。
与拉比尔加德接壤的市镇（或旧市镇、城区）包括：欧若勒、雪拉克、克朗普、弗洛雅克-普若勒、拉尔邦克。

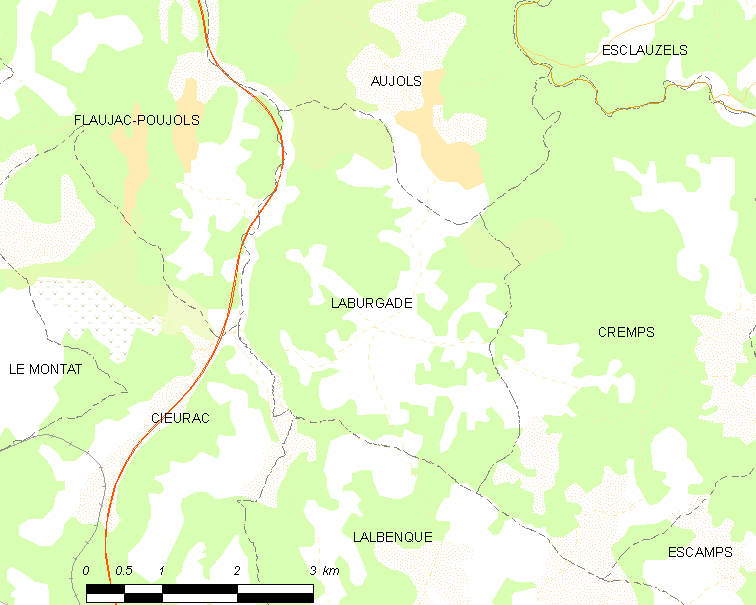
拉比尔加德的OSM定位图

拉比尔加德的时区为UTC+01:00、UTC+02:00（夏令时）。

## 行政
拉比尔加德的邮政编码为46230，INSEE市镇编码为46140。

## 政治
拉比尔加德所属的省级选区为南凯尔西边区县。

## 人口

1962-2008年间拉比尔加德人口变化图示

拉比尔加德于2022年1月1日时的人口数量为374人。